# São João das Lampas
São João das Lampas é uma povoação portuguesa do Município de Sintra que foi sede da extinta Freguesia de São João das Lampas, freguesia que tinha 57,29 km² de área e 11 392 habitantes (2011), e, por isso, uma densidade populacional de 198,8 hab/km². Tem por orago São João Baptista.
Em 2013, no âmbito da reforma administrativa, a Freguesia de São João das Lampas foi anexada à Freguesia de Terrugem, criando-se a União de Freguesias de São João das Lampas e Terrugem.

## População
| População da freguesia de São João das Lampas | População da freguesia de São João das Lampas | População da freguesia de São João das Lampas | População da freguesia de São João das Lampas | População da freguesia de São João das Lampas | População da freguesia de São João das Lampas | População da freguesia de São João das Lampas | População da freguesia de São João das Lampas | População da freguesia de São João das Lampas | População da freguesia de São João das Lampas | População da freguesia de São João das Lampas | População da freguesia de São João das Lampas | População da freguesia de São João das Lampas | População da freguesia de São João das Lampas | População da freguesia de São João das Lampas |
| --------------------------------------------- | --------------------------------------------- | --------------------------------------------- | --------------------------------------------- | --------------------------------------------- | --------------------------------------------- | --------------------------------------------- | --------------------------------------------- | --------------------------------------------- | --------------------------------------------- | --------------------------------------------- | --------------------------------------------- | --------------------------------------------- | --------------------------------------------- | --------------------------------------------- |
| 1864                                          | 1878                                          | 1890                                          | 1900                                          | 1911                                          | 1920                                          | 1930                                          | 1940                                          | 1950                                          | 1960                                          | 1970                                          | 1981                                          | 1991                                          | 2001                                          | 2011                                          |
| 2 660                                         | 2 765                                         | 2 939                                         | 3 290                                         | 3 583                                         | 3 617                                         | 4 002                                         | 4 294                                         | 4 637                                         | 4 946                                         | 5 450                                         | 6 838                                         | 7 690                                         | 9 665                                         | 11 392                                        |

## Património
- Calçada, ponte romana e azenhas na Catribana
- Ruínas de São Miguel de Odrinhas
- Ermida de Santa Susana
- Conjunto Megalítico de Barreira ou Menires da Barreira
- Pórtico manuelino da Igreja Matriz de São João das Lampas ou Igreja de São João Baptista
- Pelourinho
- Poço (era o centro da aldeia)
- Moinhos de vento
- Azenha (em ruínas)
- Gruta da Assafora

## Localidades
A Freguesia de São João das Lampas era uma das freguesias do Município de Sintra com mais localidades: A-do-Longo, A-dos-Eis, A-dos-Palheiros, Aldeia Galega, Alfaquiques, Almograve, Alvarinhos, Amoreira, Areias, Arneiro da Arreganha, Arneiro dos Marinheiros, Assafora, Barreira, Bolelas, Bolembre, Casal da Junqueira, Casal da Monservia, Casal d’ Além, Casal de Pianos, Casal do Zambujal, Catribana, Chilreira, Codiceira, concelho, Cortesia, Fachada, Fontanelas, Gouveia, Magoito, Monte Arroio, Moucheira, Odrinhas, Pernigem, Peroleite, Ribeira de Rio de Cões, Sacário, Samarra, Santa Susana, São João das Lampas, São Julião, São Miguel, Seixal, Serrados, Tojeira, sendo a mais populosa a vila de Fontanelas. 